# Spiloxene pusilla
Spiloxene pusilla là một loài thực vật có hoa trong họ Hypoxidaceae. Loài này được Snijman mô tả khoa học đầu tiên năm 2006.